# Gregorianische Messreihe
Als gregorianische Messreihe oder gregorianische Messen wird im Zusammenhang des römisch-katholischen Memorialwesens eine Serie von Totenmessen bezeichnet, die an 30 aufeinanderfolgenden Tagen mit der Intention gefeiert werden, einen namentlich benannten Verstorbenen, eine „Arme Seele“, aus dem Fegefeuer zu befreien. Sie wird auch Tricenar (von lateinisch tricenarius ‚je dreißig, dreißig Mal wiederholt‘) genannt.
Der Brauch, Verstorbenen durch Stiftung von Stipendien heilige Messen zuzuwenden, reicht bis in die Spätantike zurück. Früh entwickelten sich dabei besondere Regeln; bevorzugte Tage waren außer dem Begräbnistag vielfach der dritte, siebte und dreißigste Tag. An sieben Tagen aufeinanderfolgende Seelenmessen nannte man Messseptenar.
Gregor der Große erzählt in seinen Dialogi im Kapitel „Was den Seelen nach dem Tode zur Freisprechung verhelfen kann“ u. a. von einem Mönch, der gegen das Gebot der Besitzlosigkeit verstoßen hatte, der aber nach seinem Tod durch 30 aufeinanderfolgende Seelenmessen aus dem Fegefeuer zur Seligkeit gelangte. Gregors Dialogi waren im Mittelalter ausgesprochen populär. So etablierte sich für den Dreißig-Tage-Brauch der Name gregorianische Messen.
Weil im 14. und 15. Jahrhundert eine Fülle symbolisch aufgeladener Messreihen aufkam, für die auch die Verwendung entsprechend vieler Kerzen als bedeutsam angesehen wurde, erhielten diese Messreihen abergläubische Züge, so dass das Konzil von Trient alle derartigen Messreihen mit Ausnahme der gregorianischen Messreihe in ihrer strengen Form aufhob.
Eine gregorianische Messreihe muss an dreißig unmittelbar aufeinander folgenden Tagen zelebriert werden, sofern die Zelebration von Messen nicht verboten ist (etwa während des Triduum Sacrum). Bestimmte Formulare sind dazu nicht mehr erforderlich. Die Messen können auch von verschiedenen Priestern an unterschiedlichen Orten gefeiert werden. Gregorianische Messreihen dürfen nur für Verstorbene appliziert werden.